# Dorcadion albonotatum
Dorcadion albonotatum är en skalbaggsart som beskrevs av Maurice Pic 1895. Dorcadion albonotatum ingår i släktet Dorcadion och familjen långhorningar. Inga underarter finns listade i Catalogue of Life.